# Garten der Toleranz
Der Garten der Toleranz ist eine Parkanlage im Landkreis Serik in der Türkei. 

## Lage
Er befindet sich 40 km ostwärts von Antalya an der Straße zwischen Kadriye und Belek (Koordinaten: 36.869418, 31.010827). Das Projekt wurde 2004 errichtet.

## Gebäude
In diesem Park befinden sich eine Kirche, eine Synagoge und eine Moschee. Es handelt sich um ein von Erdogan forciertes Projekt der Belek-Investoren-Vereinigung, ein Zusammenschluss von circa 50 Hoteliers (Betüyab), um ein Zeichen für ein friedliches Miteinander zu setzen.
Die Eingangstüren der drei Gebetsstätten führen auf einen gemeinsamen zentral gelegenen Platz, den man „Garten der Religionen“ nannte. In der Urlaubssaison kommen täglich 300 Besucher, in der Mehrzahl ausländische Touristen aus den Hotels der Umgebung, aber auch aus Side, Kemer und Alanya. Die evangelische Zeitschrift chrismon schrieb dazu unter anderem: „...Ein Hotelkonsortium hat in Belek eine Moschee, eine Synagoge und eine Kirche nebeneinander errichtet. Der Ort heißt „Garten der Toleranz“. Wenn das nicht nur Alibifunktion hat - es wäre ein Modell für die abrahamitischen Religionen. Interreligiöse Veranstaltungen gibt es dort leider (noch) nicht...“
In der Kirche finden immer wieder ökumenische Gottesdienste statt.

## Adaptionen
Ein ebenfalls als Garten der Toleranz bezeichneter Themenpark befindet sich in den Magdeburger Elbauen.